# Лыаёль (посёлок)
Лыаёль — посёлок в муниципальном районе «Сосногорск» в составе городского поселения Сосногорск Республики Коми.

## Географическое положение
Посёлок расположен в 4 километрах от юго-восточной окраины города Сосногорск.

## Климат
Климат характеризуется как континентальный. Средняя месячная температура самого холодного месяца — января — 16,5-18,0 °C. Средняя месячная температура самого тёплого месяца — июля +15,0-16,0 °C. Абсолютный максимум +35 °C. Продолжительность зимнего периода около 6 месяцев — с середины октября до середины апреля. Устойчивые морозы наступают в начале ноября и прекращаются в конце марта. Максимальная глубина сезонного промерзания грунта — 2 м. Устойчивый снежный покров образуется в последней декаде октября и держится до конца апреля.

## История
Основан в 1976 году как посёлок Бутовый Карьер.

## Инфраструктура
Основа существования посёлка — следственный изолятор № 2 УФСИН России по республике Коми.

## Население
Постоянное население 176 человек (2002), в том числе русские 66 %. В 2010 году — 382 чел. По местным данным прописано 69 человек (2018).